# Tân Vĩnh Hiệp
Tân Vĩnh Hiệp is een xã in huyện Tân Uyên, een district in de Vietnamese provincie Bình Dương.
Tân Vĩnh Hiệp ligt in het zuidwesten van het district.